# Éruption du Nevado del Ruiz en 1985
L'éruption du volcan Nevado del Ruiz en 1985, à l'origine de la catastrophe d'Armero  (en espagnol : Tragedia de Armero), est la quatrième éruption volcanique la plus meurtrière depuis l'an 1500. Ce volcan de Colombie, entré en éruption du 11 septembre 1985 au 13 juillet 1991, se manifeste d'abord par l'émission d'un panache de vapeur d'eau, des explosions projettent des blocs jusqu'à une distance de deux kilomètres du cratère sommital et une pluie de cendres qui s'abat jusqu'à trente kilomètres du volcan. Ces phénomènes n'inquiètent pas outre mesure les autorités qui ne pensent pas qu'Armero soit en danger, la ville étant située à quarante kilomètres du volcan ; de leur côté les scientifiques estiment qu'une éruption majeure peut affecter la ville, et une carte des risques sera diffusée début novembre, mais à faible échelle.
Après 69 années de repos, l'éruption du volcan surprit les villes voisines bien que le gouvernement ait reçu des avertissements de plusieurs organisations volcanologiques pour faire évacuer la zone, lorsque la reprise de l'activité volcanique fut détectée en septembre 1985. Des coulées pyroclastiques issues du cratère du volcan, firent fondre la neige des glaciers recouvrant la montagne, provoquant la formation de quatre énormes lahars qui dévalèrent les flancs du volcan à une vitesse moyenne estimée à 60 km/h. L'un des lahars engloutit partiellement la ville d'Armero dans la nuit du 13 au 14 novembre 1985 à 23 h 30, tuant au moins 20 000 des 29 000 habitants surpris dans leur sommeil,. Si l'on y ajoute les pertes dans les autres villes, comme en particulier Chinchiná, le nombre total de morts se situe aux environs de 23 000.
Les efforts des secouristes ont été entravés par la composition de la boue, qui rendait presque impossible toute avancée sans risque de s'enliser. Lorsque les premiers secours atteignirent Armero douze heures après l'éruption, la plupart des victimes avaient succombé par suite de blessures graves. Les travailleurs humanitaires furent horrifiés par la vue des arbres arrachés, des corps défigurés et des maisons entièrement détruites. Des géologues et d'autres experts avaient averti les autorités et les médias du danger au cours des semaines et des jours qui ont précédé l'éruption et une carte des risques avait circulé ; le jour de l'éruption, il y eut plusieurs tentatives d'évacuation mais une violente tempête limita les moyens de communication. De nombreuses victimes étaient restées dans leur maison comme elles en avaient reçu l'ordre, croyant que l'éruption était terminée. Le bruit de la tempête a peut-être empêché beaucoup d'entre elles d'entendre le bruit du volcan en éruption avant qu'il ne soit trop tard.
Les images vidéos et les photos d'Omayra Sánchez, une jeune victime de la tragédie âgée de 13 ans, furent publiées dans le monde entier. Avec d'autres photos des lahars, elles attirèrent l'attention du monde entier sur la catastrophe et déclenchèrent la controverse sur l'incompétence du gouvernement colombien qui n'avait pas suffisamment agi pour la prévenir. Une banderole déployée à une messe de funérailles à Ibagué affichera : « Le volcan n'a pas tué 22 000 personnes. Le gouvernement les a tuées ».
Ce fut la deuxième catastrophe volcanique la plus meurtrière du XXe siècle, dépassée seulement par l'éruption en 1902 de la Montagne Pelée (29 000 morts), et est la quatrième depuis l'an 1500.

## Contexte
Armero, située à 48 km du Nevado del Ruiz et à 169 km de la capitale de la Colombie, Bogota, était la troisième plus grande ville du département de Tolima, après Ibagué et Espinal. Ville de premier plan pour l'agriculture avant l'éruption, elle produisait environ un cinquième du riz colombien et une grande partie du coton, du sorgho et du café du pays. Cela peut être attribué en grande partie au sol volcanique très fertile de cette région qui avait stimulé le développement agricole. Construite au sommet d'un cône de déjection, qui a déjà connu des lahars historiques, la ville a déjà été détruite par une éruption volcanique en 1595 et par des coulées de boue en 1845. En 1595, trois éruptions pliniennes différentes avaient produit des lahars qui avaient coûté la vie à 636 personnes. En 1845, 1 000 personnes furent tuées par le séisme qui provoqua des coulées de boue près du río Magdalena.
Le Nevado del Ruiz a connu trois périodes éruptives distinctes, la première débutant il y a 1,8 million d'années. Au cours de la période actuelle (qui a commencé il y a environ 11 000 ans), le volcan a connu au moins douze éruptions, avec production de pluies de cendres, des coulées pyroclastiques et de lahars. Les éruptions historiques connues ont surtout consisté en une éruption d'une nuée ardente de la cheminée centrale suivie d'une éruption explosive, puis de la formation de lahars. La première éruption connue de l'Holocène a eu lieu environ en 6660 av. J.C. et de nouvelles éruptions ont eu lieu vers 1245, 850, 200 av. J.-C. et vers 350, 675, 1350, 1541 (peut-être), 1570, 1595, 1623, 1805, 1826, 1828 (peut-être), 1829, 1831, 1833 (peut-être), 1845, 1916, de décembre 1984 à mars 1985, de 1987 à juillet 1991 et peut-être en avril 1994. Bon nombre de ces éruptions se sont traduites par une nuée de la cheminée centrale, une éruption d'une cheminée latérale, et une explosion de vapeur due à la nappe phréatique. Ruiz est le deuxième volcan le plus actif de Colombie après le Galeras.
Une semaine avant l'éruption, des combattants de la guérilla M-19 s'étaient emparés du Palais de Justice, ayant prévu d'y organiser un « procès » en présence du président colombien Belisario Betancur. Ce dernier refusa d'y participer et envoya l'armée nationale reprendre le contrôle du bâtiment. Les assaillants détenaient plusieurs centaines d'otages, dont les 24 juges de la Cour suprême et 20 autres juges. Dans les combats entre les deux forces, plus de 75 otages furent tués (dont 11 juges). Cette catastrophe, couplée avec la tragédie d'Armero, incitera par la suite le gouvernement colombien à imaginer et à se préparer à un large éventail de menaces.

## Déroulement

### Signes précurseurs

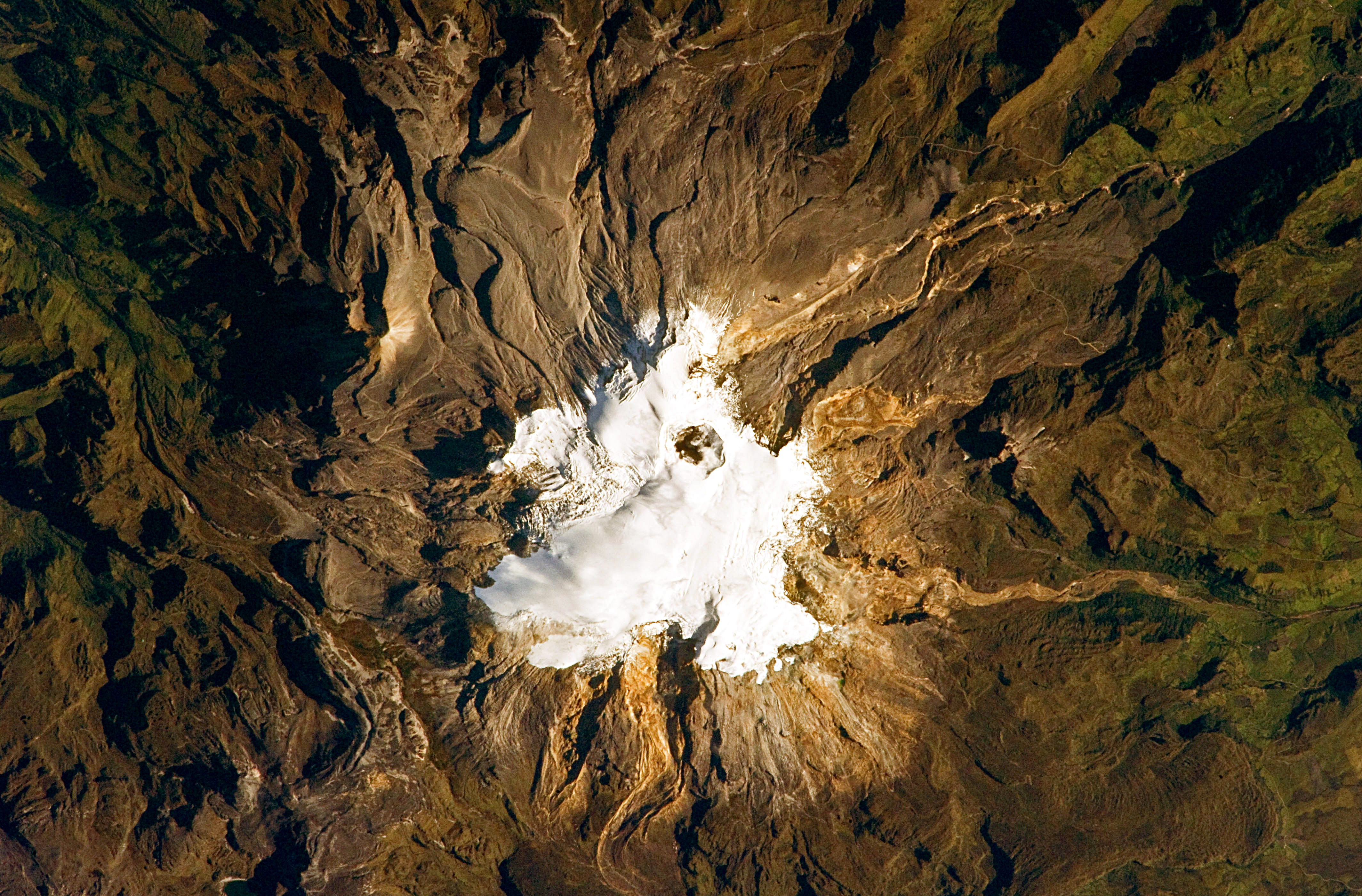
Le Nevado del Ruiz vu de l'espace. Le sommet est recouvert de glaciers. Le cratère Arenas est en noir.

À la fin de 1984, les géologues remarquent que dans la région, l'activité sismique, la production de fumerolles, de dépôts de soufre sur le sommet du volcan et de dégagement de vapeur augmentent. Les dégagements de vapeur, dus à l'arrivée de magma dans la nappe phréatique, se poursuivent en septembre 1985 (un dégagement majeur a lieu le 11 septembre) puis l'activité volcanique commence à diminuer en octobre, probablement parce que le nouveau magma a fini de monter dans la cheminée du volcan.
Une mission de volcanologues italiens a analysé des échantillons de gaz provenant de fumerolles prélevées à la base du cratère Arenas et a trouvé qu'elles sont formées d'un mélange de dioxyde de carbone et de dioxyde de soufre, ce qui signale la présence de magma directement sous la surface. Dans un rapport publié le 22 octobre 1985, les scientifiques signalent que le risque de lahars est anormalement élevé. Pour se préparer à l'éruption, le rapport propose plusieurs mesures simples à effectuer par les autorités locales. Une autre équipe remet des sismographes aux responsables locaux, mais ne leur explique pas comment exploiter les résultats.
L'activité volcanique augmente encore en novembre car le magma approche de la surface. Des quantités croissantes de gaz riches en dioxyde de soufre et en particules de soufre commencent à apparaître sur le volcan. La teneur en eau des gaz des fumerolles diminue et les sources au pourtour du volcan se sont enrichies en magnésium, calcium et potassium, par suite du lessivage du magma. Les températures d'équilibre thermodynamique, connues par la composition chimique des gaz libérés, varient entre 200° et 600 °C. Le dégazage du magma fait augmenter la pression dans l'espace au-dessus de lui ce qui aboutit finalement à l'éruption explosive.

### Déclenchement de l'éruption

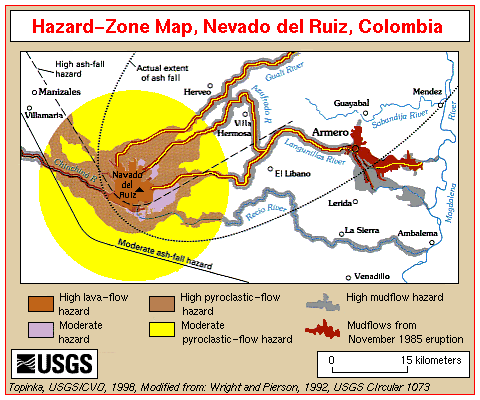
Carte des risques volcaniques après la catastrophe.

En septembre 1985, lorsque les séismes et les éruptions phréatiques secouent la région, les autorités locales commencent à planifier une évacuation. En octobre, une carte des risques est dressée pour la zone autour du Nevado del Ruiz ; ce sera la première carte de risques dressée pour un volcan colombien. Cette carte souligne le danger de chute de matériaux, comme des cendres et des roches sur Murillo, Santa Isabel et Libano, ainsi que les menaces de lahars qui pèsent sur Mariquita, Guayabal, Chinchina et Armero. Malheureusement, la carte est mal distribuée aux personnes habitant les zones à hauts risques de la région : de nombreux survivants diront ne jamais en avoir entendu parler, même si plusieurs des principaux journaux du pays en ont mis à leur « une ». Henry Villegas de l'INGEOMINAS (Institut colombien des Mines et de la Géologie) déclarera que les cartes montrent clairement qu'Armero sera touché par les lahars, mais indiquera aussi que la distribution de la carte a rencontré une forte opposition pour des questions d'intérêts économiques. Il ajoutera aussi que, parce que la carte n'a pas été préparée à temps, son tirage et sa distribution ont souffert du manque de temps.
Au moins une des cartes, celle publiée à la une du journal El Espectador de Bogotá comporte des erreurs flagrantes. L'échelle graphique étant incorrecte, on voit mal où sont situées les zones de danger. Les lahars n'ont pas de fin précise et la principale menace semble être des coulées pyroclastiques et non des coulées de boue. Même si la carte est colorée en bleu, vert, rouge et jaune, il n'y a pas de clé pour indiquer la signification de chaque couleur et Armero est situé en zone verte (censée indiquer la zone la plus sûre). Une autre carte publiée à la une d'El Tiempo est censée « donner une perception de la topographie à un public qui ne connait rien aux cartes, leur permettant de rattacher les zones de danger avec le paysage ». En dépit de cette représentation qui est saisie pour le procès à l'audience, la carte est plus une représentation artistique du risque qu'une carte purement scientifiques.
Le jour de l'éruption, des colonnes de cendres noires s'échappent du volcan vers 15 h, heure locale. Le directeur local de la défense civile est rapidement alerté de la situation. Il contacte l'INGEOMINAS qui juge que la zone doit être évacuée. Il dit avoir ensuite contacté les administrateurs de la défense civile à Bogotá et à Tolima. Entre 17 h et 19 h, les cendres cessent de tomber, et les responsables locaux demandent aux gens de « rester calmes » et de rentrer chez eux. Vers 17 heures une réunion du comité d'urgence est organisée. Elle s'achève à 19 heures et plusieurs membres contactent la Croix-Rouge régionale sur les moyens d'évacuation destinés à Armero, Mariquita et Honda. La Croix-Rouge d'Ibagué contacte les personnalités responsables d'Armero et ordonne l'évacuation de la ville, qui n'est pas effectuée ; une tempête sévit sur la région, les fortes pluies et le roulement incessant du tonnerre cachent le bruit du volcan et, ne disposant pas de système d'alerte systématique, les habitants d'Armero ne perçoivent pas la réalité de la menace. À 21 h 45, alors que l'éruption a commencé, les responsables de la défense civile d'Ibagué et de Murillo tentent en vain d'avertir les fonctionnaires d'Armero, mais ils n'arriveront pas à entrer en liaison. Plus tard, on citera des conversations entre les représentants d'Armero et d'autres personnes : quelques auditeurs affirment avoir entendu le maire d'Armero intervenir sur une radio amateur, disant qu'« il ne pense pas qu'il y ait beaucoup de danger », juste avant d'être surpris par une coulée de boue.

### Paroxysme

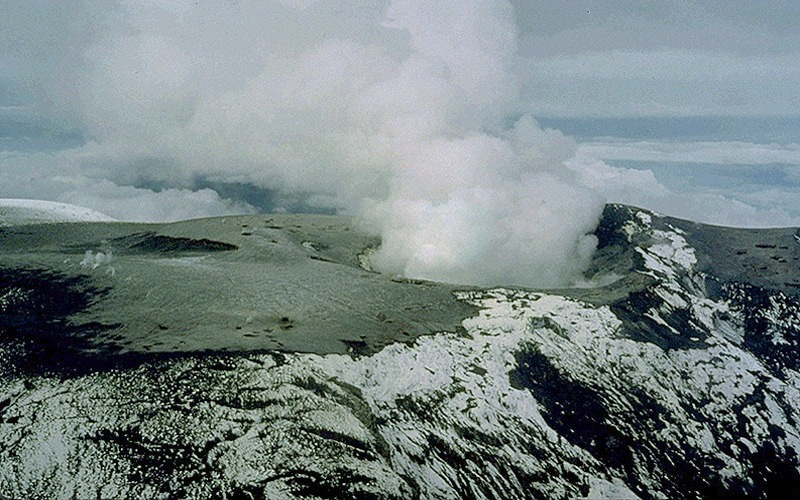
Le sommet du Nevado del Ruiz à la fin du mois de novembre 1985.

À 21 h 09, le 13 novembre, le Nevado del Ruiz lance des éjectas dacitiques à plus de 30 km d'altitude. La masse totale de matière faisant éruption (y compris le magma) est estimée à 35 millions de tonnes, seulement trois pour cent de ce qui est sorti du mont St. Helens en 1980. L'éruption atteint 3 sur l'échelle d'explosivité volcanique. On estimera la masse de dioxyde de soufre éjectée à environ 700 000 tonnes, soit environ deux pour cent de la masse de matière solide crachée, ce qui en fait une éruption exceptionnellement riche en soufre.
L'éruption produit des coulées pyroclastiques qui font fondre les glaciers et la neige au sommet du volcan, avec quatre lahars épais qui dévalent vers les vallées situées sur les flancs du volcan et fait disparaitre le petit lac qui a été observé dans le cratère Arena plusieurs mois avant l'éruption. L'eau de ces lacs volcaniques tend à être extrêmement salée et peut contenir des gaz volcaniques dissous. Cette eau chaude et acide va considérablement accélérer la fonte de la glace, un effet confirmé par les grandes quantités de sulfates et chlorures retrouvées dans les lahars.
Les lahars, formés d'eau, de glace, de pierre ponce et d'autres roches, s'enrichissent en terre arrachée au sol alors qu'ils dévalent les flancs du volcan à une vitesse moyenne de 60 km/h, emportant les rochers et détruisant la végétation. Lorsque les lahars empruntent les six vallées entourant le volcan, après avoir descendu de 2 000 mètres, ils ont presque quadruplé leur volume initial. Dans la rivière Gualí, une coulée de boue atteindra une largeur maximale de 50 mètres.
Les survivants décriront la nuit à Armero comme « calme ». Des cendres sont tombées dans la matinée, mais les habitants ont été tranquillisés par des communiqués affirmant qu'il n'y a pas de raison d'avoir peur. L'après-midi, les cendres recommencent à tomber après quelques heures de calme. Les stations de radio locales demandent aux habitants de rester calmes et de ne pas s'inquiéter devant cette pluie de cendres. Un survivant rapportera être allé se renseigner au service incendie pour s'entendre dire que les cendres n'étaient « rien ».
Dans la nuit, le courant électrique est brusquement coupé et les radios se taisent. Juste avant 23 heures 30, un énorme flux d'eau balaie Armero, suffisamment puissant pour renverser les voitures et emporter les gens. On entend de grands bruits venant de la montagne et les habitants, pris de panique, croient être devant une inondation.

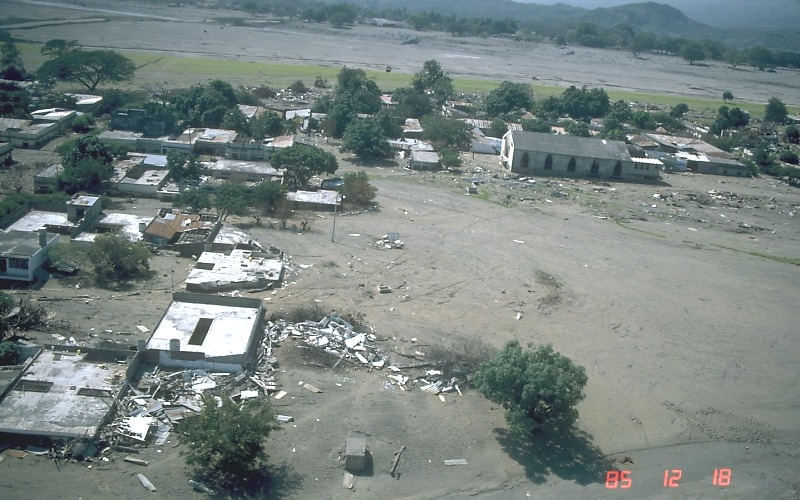
Armero, après la coulée de boue

À 23 heures 30, le premier lahar frappe la ville, suivi peu après par les autres. Trois grandes vagues successives vont presque complètement la balayer. Les trois quarts de ses 28 700 habitants seront tués. La première coulée mesure 30 mètres de hauteur, avance à 12 mètres par seconde et dure dix à vingt minutes. La seconde, arrivée à environ 6 mètres par seconde et qui durera 30 minutes, sera suivie de petites poussées. Une troisième vague importante va porter la durée totale des coulées à environ deux heures; 85 pour cent d'Armero est pris dans la boue. Les survivants décrivent des personnes s'accrochant à des débris de leurs maisons pour tenter de rester debout. Des bâtiments se sont effondrés, écrasant les habitants et d'autres continuent de s'ébouler. Le front de la coulée contient des rochers et des pierres qui écrasent tout sur leur passage, tandis que la boue à l'arrière transporte de petites pierres pointues qui provoquent des plaies. La boue pénètre dans les plaies ouvertes et les orifices humains naturels : les yeux, les oreilles et la bouche et, associée à la pression qu'elle exerce sur les gens enfouis, provoque une mort par asphyxie en une ou deux minutes. Martí et Ernst estiment dans leur ouvrage Volcanoes and the Environment que beaucoup de ceux qui ont survécu au lahar ont succombé des suites de leurs blessures ou se sont retrouvés en hypothermie - même si cette dernière hypothèse est peu probable car les survivants diront que l'eau était chaude.
Une autre coulée de boue, descendue dans la vallée de la rivière Chinchina, tue environ 1 800 personnes et détruit 400 maisons à Chinchina. Au total, plus de 23 000 personnes sont tuées, environ 5 000 sont blessées et 5 000 maisons sont détruites dans treize localités. Quelque 230 000 personnes sont touchées, 11 000 hectares de terre sont à remettre en valeur et il y a près de 20 000 réfugiés survivants. La tragédie d'Armero est la deuxième catastrophe volcanique la plus meurtrière du XXe siècle, dépassée seulement par l'éruption de 1902 de la Montagne Pelée et la quatrième depuis l'an 1500. C'est également le lahar le plus meurtrier connu de l'histoire et la pire catastrophe naturelle de la Colombie.

### Poursuite de l'activité volcanique
Le Nevado del Ruiz est entré en éruption à plusieurs reprises depuis la catastrophe et continue de menacer jusqu'à 500 000 personnes vivant dans les vallées des rivières Combeima, Chinchiná, Coello–Toche et Gualí. Une coulée de boue (ou de lahars) similaire à celle de 1985, pourrait parcourir une centaine de kilomètres. Une éruption importante pourrait atteindre Bogota[réf. nécessaire]. Pour contrer cette menace, le gouvernement colombien a établi un bureau spécialisé chargé d'avertir de l'arrivée de menaces naturelles. Le United States Geological Survey a également créé un Programme d'aide aux sinistrés et une cellule de crise en cas de menace imminente d'éruption volcanique. Cette équipe a évacué environ 75 000 personnes des alentours du mont Pinatubo avant son éruption en 1991. En 1988, trois ans après l'éruption, le Dr Stanley Williams, de l'Université d'État de Louisiane a déclaré que, « à l'exception peut-être du mont Saint Helens dans l'État de Washington, aucun autre volcan de l'hémisphère occidental n'était suivi aussi minutieusement » que le Nevado del Ruiz. En outre, de nombreuses villes de Colombie ont des programmes de sensibilisation et de planification des catastrophes naturelles qui ont aidé à sauver des vies humaines lors de catastrophes naturelles. Près de Nevado del Ruiz, en particulier, les habitants ont à se méfier de l'activité volcanique : quand le volcan est entré en éruption en 1989, plus de 2 300 personnes habitant aux alentours ont été évacuées.

## Conséquences

### Impact

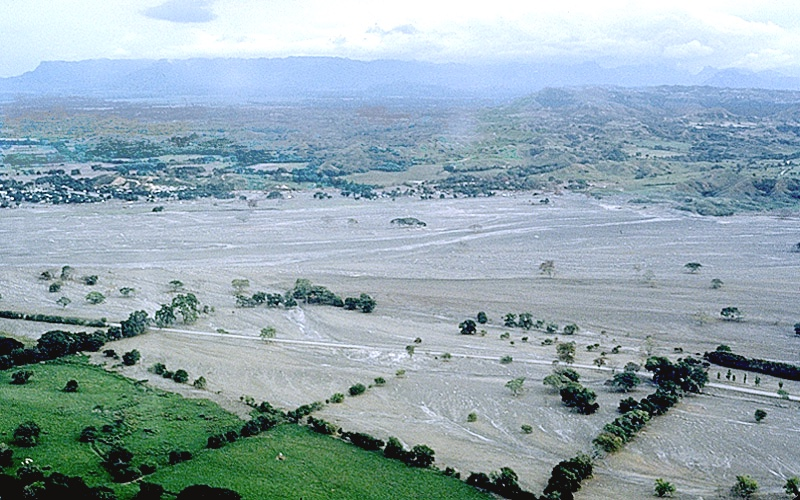
Armero est au centre de la photographie, prise fin novembre 1985.

Le ressentiment de la population est exacerbé par l'absence de plan précis d'évacuation en cas d'éruption et la réticence des autorités locales à prendre des mesures préventives coûteuses, sans signes évidents de danger imminent. La dernière éruption importante ayant eu lieu 140 ans plus tôt, en 1845, beaucoup ont peine à croire que le volcan présente un réel danger ; certains habitants l'appelaient même le « Lion qui dort ». Les cartes des risques montrant qu'Armero sera complètement submergée après une éruption sont prêtes à être distribuées plus d'un mois avant l'éruption, mais le Congrès colombien critique les agences de protection civile et les scientifiques pour leur alarmisme. L'éruption se produit dans une zone de guérilla, de sorte que le gouvernement et l'armée ont d'autres préoccupations au moment de la catastrophe.

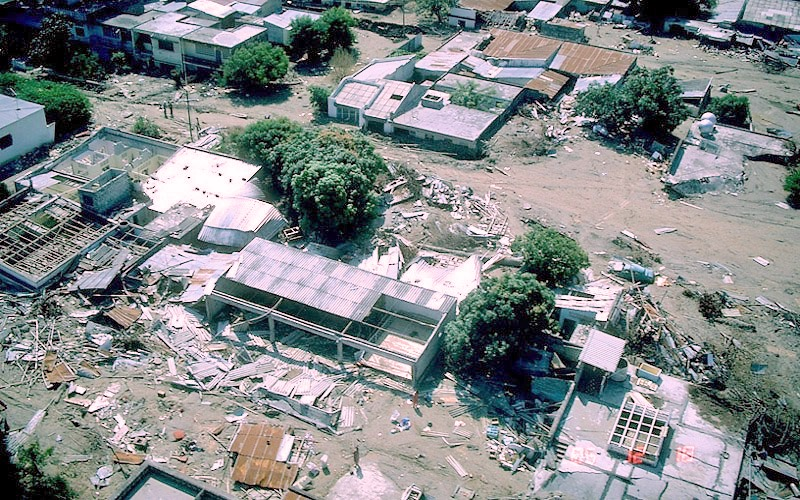
Seules quelques maisons et quelques murs restent debout à Armero.

Le lendemain de l'éruption, les secouristes arrivés sur les lieux sont abattus devant la catastrophe. Les lahars ont laissé derrière eux une masse grise qui recouvre toute la ville. Armero est parsemée d'arbres brisés et de corps humains horriblement défigurés. Des restes de cabanes et de maisons sortent de sous la boue. On retrouve quelques sacs remplis de céréales. Les travailleurs parlent d'une odeur âcre de « corps en décomposition, de bois brûlés [...] et de légumes en décomposition » flottant dans l'air. Autre horreur pour ceux qui se sont précipités pour commencer les opérations de secours, les survivants gémissent de douleur et agonisent sous leurs yeux. Les dommages sont estimés à sept milliards de dollars, soit environ un cinquième du produit national brut de la Colombie cette année-là.
Alors que des nouvelles de la catastrophe se répandent dans le monde, l'élection présidentielle en cours est arrêtée et la guérilla cesse ses actions « en raison de la douloureuse tragédie qui s'est abattue sur notre nation ». Les billets pour les matchs de football du championnat colombien sont augmentés de cinq cents pour être affectés aux secours.
Les scientifiques qui analyseront les données recueillies par les sismographes remarqueront que plusieurs secousses lentes ont eu lieu dans les heures qui ont précédé l'éruption. Le volcanologue Bernard Chouet déclarera « le volcan criait : « Je suis sur le point d'exploser » »  mais les scientifiques qui étudiaient le volcan au moment de l'éruption n'étaient pas en mesure d'interpréter les signaux.

### Secours
L'éruption s'est produite le même jour qu'un important tremblement de terre à Mexico, ce qui limitera la quantité de matériel qui pourra être envoyé à chacune des catastrophes. Des postes de secours sont installés à Ibagué et Bogota pour Armero et à Cali pour Chinchina. Des centres de triage de fortune sont ouverts à Lérida, Guayabal et Mariquita mais sont rapidement submergés par le nombre considérable de victimes. Les autres victimes sont dirigées sur les hôpitaux d'Ibagué, les centres médicaux locaux ayant été détruits ou étant situés en zone à risque de nouveau lahar.
Le gouvernement américain dépense plus d'un million de dollars d'aide, et l'ambassadeur américain en Colombie, Charles S. Jr. Gillespie, fait don de 25 000 $ aux institutions colombiennes d'aide aux sinistrés. Le Bureau d'aide aux sinistrés de l'Agence des États-Unis pour le développement international (AID) envoie un membre de l'United States Geological Survey (USGS), un spécialiste de l'aide aux sinistrés et 12 hélicoptères avec le personnel médical en provenance du Panama. Les États-Unis enverront par la suite des avions et du matériel supplémentaires, notamment 500 tentes, 2 250 couvertures et plusieurs kits de réparation de tente. Vingt-quatre autres pays contribuent aux secours  et à l'aide des survivants. L'Équateur fournit un hôpital mobile, la Croix-Rouge islandaise envoie 4 650 $. Le gouvernement français fournit du matériel médical et 1 300 tentes. Le Japon envoie 1,25 million de dollars ainsi que huit médecins, infirmières ou ingénieurs et donne  50 000 $ à l'Organisation des Nations unies pour les efforts de secours. 50 000 autres $ seront offerts par la Fondation du Lions Clubs.
Les tentatives de sauvetage sont gênées par la boue molle qui atteint jusqu'à 4,6 mètres de hauteur à certains endroits, ce qui rend pratiquement impossible toute tentative d'avancer sans s'enfoncer. Pour aggraver la situation, la route et 12 ponts pour accéder à Armero ont été détruits lors de l'éruption. Il faudra douze heures aux premiers secours pour arriver sur place de sorte que de nombreux blessés graves mourront avant leur arrivée. L'hôpital d'Armero est détruit et les personnes qui y étaient hospitalisées doivent être évacuées par des hélicoptères vers les hôpitaux avoisinants. Six villes de la région ouvrent des centres de secours de fortune, constitués de zones de soins et de refuges pour les sans-abri. Pour aider aux soins, des médecins et des équipes de secours viennent de tout le pays. Sur les 1 244 patients répartis dans ces centres, 150 meurent d'infections ou de complications. Si des antibiotiques avaient été disponibles en quantités suffisantes et la totalité des plaies correctement nettoyées, beaucoup de ces personnes auraient pu être sauvées.
Le 20 novembre 1985, une semaine après l'éruption, les efforts de secours commencent à diminuer. Près de 4 000 secouristes sont toujours à la recherche de survivants, sans grand espoir d'en retrouver. Le  bilan officiel est de 22 540 personnes tuées auxquelles il faut ajouter 3 300 disparus, 20 000 sans-abris et 4 000 blessés. Des pillards dévalisent les ruines et les survivants doivent faire face à des menaces de typhus et de fièvre jaune. Pour la plupart des secouristes, le travail sera alors fini.
L'éruption a été utilisée comme exemple pour le suivi psychologique nécessaire après de telles catastrophes naturelles. Robert Desjarlais et Leon Eisenberg publient leur travail dans World Mental Health: Problems and Priorities in Low-Income Countries en précisant que seul un traitement initial des survivants a été effectué. Une autre étude montrera que les victimes de l'éruption souffrent d'anxiété et de dépression, qui peuvent conduire à l'abus d'alcool, à des problèmes conjugaux et d'autres problèmes sociaux. Rafael Ruiz, un major de l'Armée qui fait brièvement fonction de maire d'Armero après la catastrophe, déclare qu'il y a des survivants qui, à cause du traumatisme subi, sont « nerveux », font des cauchemars et souffrent de problèmes émotionnels. Il  ajoutera que les progrès réalisés pour Noël 1985 sont considérables, mais qu'il y a « encore un long chemin à parcourir ».

### Suites

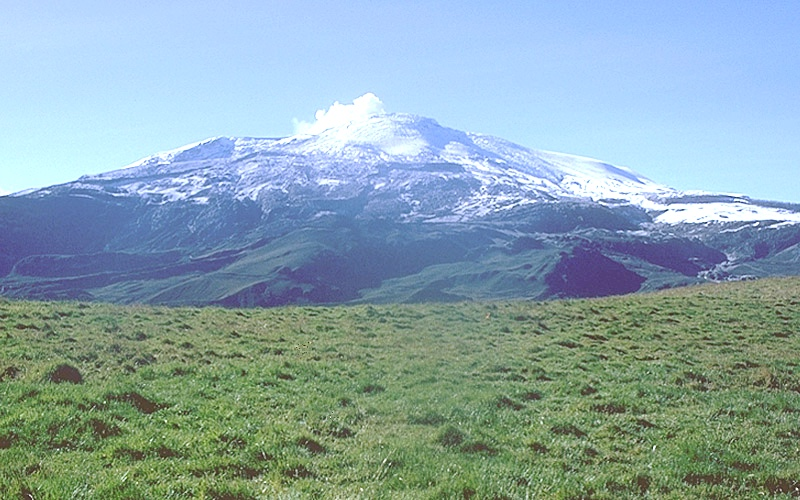
Le Nevado del Ruiz deux semaines après l'éruption.

Le manque de préparation à une telle catastrophe a contribué à la forte mortalité observée. Armero était construit sur un cône de déjection qui avait été envahi plusieurs fois par des coulées de boue mais les autorités ont ignoré une carte de risques de la région qui montre les dommages potentiels que les lahars peuvent infliger à la ville. Les habitants sont restés dans leurs maisons pour se protéger des retombées de cendres, comme les autorités locales leur ont demandé de le faire, sans penser qu'ils peuvent être ensevelis sous les coulées de boue.
La catastrophe acquiert une notoriété internationale due en partie à une photographie d'une jeune fille prise par le photographe Frank Fournier qui vaudra à son auteur le World Press Photo of the Year. Cette jeune fille du nom d'Omayra Sánchez restera coincée sous les décombres et dans la boue pendant trois jours avant de mourir. Les secouristes resteront autour d'elle, lui parlant et l'écoutant. Elle attire l'attention des journalistes par sa dignité et son courage et provoquera une controverse lorsque les gens demanderont pourquoi on ne l'a pas sauvée, ce qui malheureusement est impossible sans équipement. Un appel urgent au gouvernement pour obtenir une pompe et la dégager reste sans réponse. Elle succombe à la gangrène et l'hypothermie après être restée 60 heures prises au piège. Sa mort symbolise la tragédie qu'est la catastrophe d'Armero, elle qui aurait pu être sauvée si le gouvernement avait réagi rapidement et répondu aux préoccupations de la population en acheminant une pompe.
Deux photographes du Miami Herald remporteront le prix Pulitzer pour avoir photographié les effets de la coulée de boue.
Les responsables locaux qui n'auraient pas alerté les habitants ont été également mis en accusation. Le maire d'Armero (Ramon Rodriguez) et d'autres responsables locaux ont essayé d'attirer l'attention du gouvernement colombien sur la menace que représente le volcan en vain. Pendant des mois, Rodriguez a lancé des avertissements à divers fonctionnaires, comme des membres du Congrès ou le gouverneur de département du Tolima. Rodriguez a comparé une fois le volcan à une « bombe à retardement » et déclaré qu'il croit qu'une éruption peut provoquer la rupture d'un barrage naturel au-dessus d'Armero et provoquer des inondations. Malgré son insistance, un seul membre du Congrès cherche à en savoir davantage sur la réalité de la situation. Les rapports du ministre colombien des Mines, du ministre de la Défense et du ministre des Travaux publics affirment tous « que le gouvernement était conscient du risque du volcan et a agi pour protéger la population ». Le manque de responsable de la catastrophe pousse les députés à demander au gouverneur de Tolima (Eduardo Garcia Alzate) de démissionner. Dans les médias, la question est vivement débattue. L'une des critiques les plus sévères viendra lors d'une messe célébrée pour les victimes d'Ibagué lorsque sera déployée une banderole affirmant « Le volcan n'a pas tué 22 000 personnes. Le gouvernement les a tués. ».
Le Dr Stanley Williams, de l'Université d'État de Louisiane déclarera que, à la suite de l'éruption, « à l'exception possible du mont St Helens dans l'État de Washington, aucun autre volcan dans l'hémisphère occidental n'est aussi étroitement surveillé ». En réponse à l'éruption, l'USGS mettra en place un programme d'aide aux catastrophes d'origine volcanique en 1986 ainsi qu'un Programme d'aide aux sinistrés du volcan.
Le volcan rentrera plusieurs fois en activité entre 1985 et 1994. Armero est devenue une ville fantôme et touristique qui a été rasée et où on ne trouve plus que les tombes de ses habitants et le monument consacré à Omayra Sanchez.
Le volcan continue de faire peser de graves menaces sur les villes et villages environnants. Parmi elles, le risque qu'une éruption de faible volume puisse déstabiliser les glaciers situés au sommet du volcan et provoquer de nouveaux lahars. Bien que la masse de glace ait diminué, il en reste de nouveau une quantité importante au sommet du Nevado del Ruiz et d'autres volcans de la Cordillère Centrale. La fonte de seulement 10 pour cent de cette glace produirait des lahars d'un volume de 200 millions de mètres cubes, similaires à la coulée de boue qui a détruit Armero en 1985. En quelques heures seulement, ces lahars peuvent parcourir jusqu'à 100 km le long des vallées. Les estimations montrent que près de 500 000 personnes résidant dans les vallées de Combeima, Chinchina, Coello-Toche et Guali vivent dans une zone à risque et 100 000 personnes dans une zone à haut risque. Les lahars constituent une menace pour les villes voisines de Honda, Mariquita, Ambalema, Chinchina, Herveo, Villahermosa, Salgar et La Dorada. Même si les petites éruptions sont les plus susceptibles de se produire, les deux millions d'années d'histoire éruptive de la chaine comprennent de nombreuses grandes éruptions, ce qui indique que la menace d'une éruption importante ne peut être ignorée. Une importante éruption aurait des effets plus étendus, comme la fermeture éventuelle de l'aéroport de Bogotá en raison de la chute de cendres.
La tragédie d'Armero a été amplifiée par le manque d'alertes précoces, l'utilisation imprudente des terres et le manque de préparation des communautés avoisinantes. Le gouvernement colombien a créé un office spécial, la Oficina Nacional para la Atención de Desastres (Office national de préparation aux catastrophes) maintenant connu sous le nom de Dirección de Prevención y Atención de Desastres (Direction de la prévention et de la protection des catastrophes) pour empêcher de tels incidents à l'avenir. Toutes les villes colombiennes ont été appelées à promouvoir la prévention des catastrophes naturelles afin d'en atténuer les conséquences et des répétitions d'évacuations ont été réalisées. Environ 2 300 personnes vivant le long des cours d'eau à proximité du Nevado del Ruiz ont été évacuées lors d'une nouvelle éruption en 1989. Lorsqu'un autre volcan colombien, le Nevado del Huila, est entré en éruption en avril 2008, des milliers de personnes ont été évacuées en raison de la crainte des volcanologues que l'éruption puisse être un autre Nevado del Ruiz.
Les leçons tirées de la tragédie d'Armero ont fait mettre en place un système d'alerte analogue autour du mont Rainier, aux États-Unis qui présente un risque similaire.

### Hommages
Un peu moins d'un an après, le pape Jean-Paul II a survolé Armero et a ensuite visité les camps de réfugiés de Lérida avec le président colombien Belisario Betancur. Il a parlé avec lui de la catastrophe et a déclaré le site d'Armero « terre sainte ». De nombreuses victimes de la catastrophe sont devenues connues, et notamment Omayra Sánchez qui a été « immortalisée » par des poèmes, des romans et des morceaux de musique. Un ouvrage (Adios, Omayra) d'Eduardo Santa décrit les derniers jours de la jeune fille et le symbolisme de la catastrophe. Les survivants ont également participé à un film pour la télévision allemande intitulé Non Morirás (vous ne mourrez pas).

## Source
- Mileti, Dennis S., Bolton, Patricia A., Fernandez, Gabriel et Updike, Randall G., The Eruption of Nevado Del Ruiz Volcano Colombia, South America, November 13, 1985, Washington, D.C., Commission on Engineering and Technical Systems (National Academy Press), 1991, 128 p. (ISBN 978-0-309-04477-6, lire en ligne)